# Benedict Vilakazi
Benedict Vilakazi (Soweto, 9 agosto 1982) è un ex calciatore sudafricano, di ruolo centrocampista.

## Carriera

### Club
Ha giocato nel campionato sudafricano e danese.

### Nazionale
Ha collezionato 31 presenze per la Nazionale sudafricana.